# Парктон (Північна Кароліна)
Парктон (англ. Parkton) — місто (англ. town) в США, в окрузі Робсон штату Північна Кароліна. Населення — 504 особи (2020).

## Географія
Парктон розташований за координатами 34°54′10″ пн. ш. 79°0′35″ зх. д. / 34.90278° пн. ш. 79.00972° зх. д. (34.902842, -79.009761).  За даними Бюро перепису населення США в 2010 році місто мало площу 1,76 км², уся площа — суходіл.

## Демографія
Згідно з переписом 2010 року, у місті мешкало 436 осіб у 170 домогосподарствах у складі 119 родин. Густота населення становила 248 осіб/км².  Було 209 помешкань (119/км²).
Расовий склад населення:
| - 72,2 % — білих - 15,1 % — чорних або афроамериканців - 5,5 % — корінних американців - 0,7 % — азіатів - 5,5 % — осіб інших рас |

До двох чи більше рас належало 0,9 %. Частка іспаномовних становила 7,1 % від усіх жителів.
За віковим діапазоном населення розподілялося таким чином: 24,1 % — особи молодші 18 років, 58,7 % — особи у віці 18—64 років, 17,2 % — особи у віці 65 років та старші. Медіана віку мешканця становила 41,3 року. На 100 осіб жіночої статі у місті припадало 81,7 чоловіків;  на 100 жінок у віці від 18 років та старших — 82,9 чоловіків також старших 18 років.
Середній дохід на одне домашнє господарство  становив 55 580 доларів США (медіана — 46 458), а середній дохід на одну сім'ю — 63 606 доларів (медіана — 52 969). Медіана доходів становила 29 875 доларів для чоловіків та 23 500 доларів для жінок. За межею бідності перебувало 14,1 % осіб, у тому числі 22,7 % дітей у віці до 18 років та 15,0 % осіб у віці 65 років та старших.
Цивільне працевлаштоване населення становило 254 особи. Основні галузі зайнятості: освіта, охорона здоров'я та соціальна допомога — 29,1 %, роздрібна торгівля — 17,7 %, виробництво — 10,6 %, будівництво — 9,4 %.